# Gajusz Juliusz Alpinus Klassycjanus

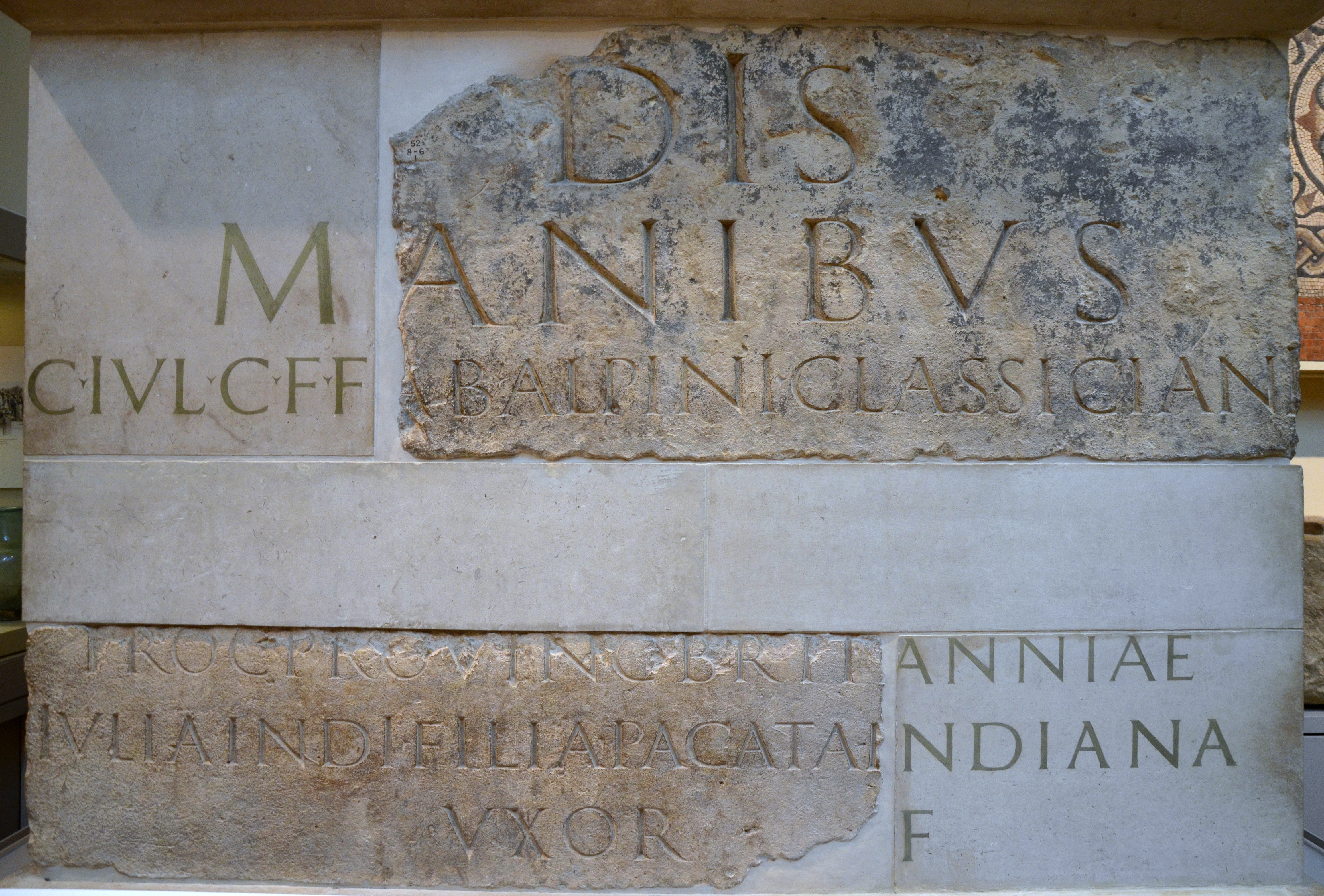
Rekonstrukcja nagrobka Gajusza Juliusza Alpinusa Klassycjanusa przechowywana w British Museum

Gaius Julius Alpinus Classicianus (zm. 65 n.e.) – prokurator rzymskiej prowincji Brytanii od 61 n.e. do swej śmierci w 65 n.e.

## Życiorys
Został wyznaczony na prokuratora Brytanii na miejsce Katusa Decjanusa, który musiał uciekać do Galii w wyniku powstania Boudiki. Wysłał raport do Nerona, w którym sugerował, że przyczyną niepokojów w Brytanii i ich przeciąganie się jest zbyt represyjna polityka namiestnika Gajusza Swetoniusza Paulinusa. Przyczyniło się to do odwołania Swetoniusza i zastąpienia go przez Publiusza Petroniusza Turpilianusa (61–63 n.e.), który uspokoił sytuację w prowincji.
Żoną Klassycjanusa była Julia Pacata, córka Juliusza Indusa, galijskiego arystokraty z plemienia Trewerów, który pomógł stłumić powstanie Trewerów i Eduów w Galii w 21 n.e. dowodzone przez Juliusza Sakrowira i Juliusza Florusa. Pacata pochowała męża w 65 n.e. w Londinium (obecnie Londyn). Ponieważ Londinium zostało zburzone zaledwie cztery lata wcześniej przez Boudikę, Klassycjanus zapewne nadzorował odbudowę miasta. Fragmenty nagrobka Klassycjanusa zostały użyte do wzmocnienia murów późnoantycznego miasta (IV n.e.). Obecnie po rekonstrukcji nagrobek jest eksponowany w British Museum.